# Rincón de Valentín
Rincón de Valentín és un municipi del nord-oest de l'Uruguai, ubicat al departament de Salto. S'ubica al nord de la ruta 31, 78 quilòmetres al nord-est de la capital del departament, la ciutat de Salto. El rierol Valentín Grande, tributari del riu Arapey Grande, marca el límit natural d'aquesta població.

## Població
Segons les dades del cens de 2004, Rincón de Valentín tenia 688 habitants.
| Any  | Població |
| ---- | -------- |
| 1975 | 74       |
| 1985 | 58       |
| 1996 | 571      |
| 2004 | 688      |
| 2011 | 481      |

Font: Institut Nacional d'Estadística de l'Uruguai

## Govern
L'alcalde del municipi de Rincón de Valentín és Miguel Dalmao (2010–).